# Jerzy Michalak (chirurg)
Jerzy Michalak (ur. 1932, zm. 6 stycznia 2010 w Lublinie) – polski chirurg, profesor nauk medycznych.

## Życiorys
Otrzymał tytuł profesora nauk medycznych. Pracował na stanowisku kierownika w Katedrze i Klinice Chirurgii Naczyń i Angiologii na Wydziale Lekarskim z Oddziałem Anglojęzycznym i Oddziałem Stomatologicznym Akademii Medycznej im. Feliksa Skubiszewskiego w Lublinie.
Był prezesem honorowym Polskiego Towarzystwa Angiologicznego i promotorem 5 prac doktorskich.